# Hisingsbron
Die Hisingsbron ist eine Brücke in der schwedischen Großstadt Göteborg, die die Stadtteile Hisingen auf der gleichnamigen Insel und Norra Älvstranden auf der nördlichen mit Södra Älvstranden auf der südlichen Seite des Göta älv verbindet. Mit dem Bau der Brücke wurde 2017 begonnen, am 9. Mai 2021 wurde sie für den Fußgänger-, Fahrrad- und Autoverkehr freigegeben, am 5. September 2021 wurde die Brücke offiziell von König Carl XVI. Gustaf für den Verkehr eröffnet.

## Technische Ausführung
Bei der Brücke handelt es sich um eine Hubbrücke mit einer lichten Höhe von 12 m, die bis zu einer Höhe von 28 m angehoben werden kann, um Schiffen die Durchfahrt zu ermöglichen. Die Länge der Brücke beträgt 440 m, die Länge der Rampen beträgt etwa 400 m. Dadurch, dass auch die Europastraße 45 überquert werden muss, wurden insgesamt 1380 m Brücke errichtet. Die Brücke wurde in unmittelbarer Nähe zur bereits bestehenden Götaälvbron errichtet. Diese 1939 errichtete Brücke wurde im Anschluss an die Fertigstellung 2022 abgerissen.
Der Grund für die Konstruktion als Hubbrücke statt einer unbeweglichen aber dafür höheren Brücke lag darin, dass sie insgesamt weniger Platz beansprucht, billiger zu bauen ist und die Rampen für Radfahrer flacher ausfallen können, so dass diese die Brücke leichter überqueren können. Um Staus während des Berufsverkehrs zu vermeiden, soll die Brücke zu den Stoßzeiten nicht angehoben werden, was zu Protesten von Seiten der Schifffahrt geführt hat, da die meisten Schiffe mit ihrer Höhe knapp unterhalb der durch die Götaälvbron gewährleisteten 18,3 m Durchfahrtshöhe bleiben.
Die Brücke besitzt zwei Fahrstreifen in jede Richtung, zwei Gleise für den öffentlichen Personennahverkehr und Fuß-/Radwege auf beiden Seiten.
Die Hubzeiten, während deren der Verkehr über die Brücke angehalten wird (in der Regel acht bis zehn Minuten, teilweise aber auch 25 Minuten), wurden schon kurz nach der Eröffnung in Göteborg kontrovers diskutiert.
Die Baukosten werden auf etwa 3,5 Milliarden SEK geschätzt. Die Brücke erhielt den Namen einer 1968 abgerissenen Brücke, die an gleicher Stelle stand.